# 稲敷インターチェンジ
稲敷インターチェンジ（いなしきインターチェンジ）は、茨城県稲敷市沼田にある、首都圏中央連絡自動車道（圏央道）のインターチェンジ。

## 歴史
- 2008年（平成20年）11月7日：当のIC名称が「江戸崎IC（仮称）」から「稲敷IC」で正式決定[1]。
- 2009年（平成21年）3月21日：阿見東IC - 稲敷IC間開通に伴い、供用開始[2]。
- 2014年（平成26年）4月12日：稲敷IC - 神崎IC間開通[3]。
- 2025年（令和7年）8月29日：阿見東IC - 稲敷IC間が4車線化[4]。（予定）

## 周辺
- 沼田運動公園

## 接続する道路
- 直接接続
  - C4首都圏中央連絡自動車道(84番)
  - 茨城県道49号江戸崎新利根線

## 隣
C4 首都圏中央連絡自動車道
(83)阿見東IC - 江戸崎PA - (84)稲敷IC - (85)稲敷東IC